# Crowdstrike
Crowdstrike Holdings, Inc. (Eigenschreibweise: CrowdStrike) mit Sitz in Austin in Texas ist ein börsennotiertes US-amerikanisches Unternehmen für Informationssicherheit und Cybersicherheitstechnologie. Crowdstrike bietet Endgeräteschutz, Aufklärung über Bedrohungen und Reaktionsdienste für Cyberangriffe an. 
Das Unternehmen war an der Untersuchung mehrerer hochkarätiger Cyberangriffe beteiligt, darunter der Hackerangriff auf Sony Pictures Entertainment im Jahr 2014, die Cyberangriffe auf das Democratic National Committee (DNC) in den Jahren 2015 und 2016 und das E-Mail-Leck im Jahr 2016, welches ebenfalls das DNC betraf und einen politischen und diplomatischen Skandal auslöste. 2024 gab es durch ein fehlerhaftes Update der Software weltweite IT-Ausfälle von Windows-Systemen.

## Geschichte
Crowdstrike wurde 2011 von George Kurtz, Dmitri Alperovitch und Gregg Marston gegründet. Im Jahr 2012 wurde Shawn Henry, ein ehemaliger Beamter des Federal Bureau of Investigation (FBI), eingestellt, um das Schwesterunternehmen Crowdstrike Services zu leiten.
Im Juni 2013 brachte das Unternehmen sein erstes Produkt, Crowdstrike Falcon, auf den Markt. Die Software wird auf Endgeräten installiert, um diese vor unterschiedlichen Arten von Cyberangriffen zu schützen (Endpoint Detection and Response).
Im Mai 2014 unterstützten die Berichte von Crowdstrike das Justizministerium der Vereinigten Staaten dabei, fünf chinesische Militär-Hacker wegen Wirtschafts-Cyberspionage gegen US-Unternehmen anzuklagen. 2015 konnte Crowdstrike nachweisen, dass die Regierung von Nordkorea hinter der Cyberattacke auf Sony Pictures Entertainment nach der Veröffentlichung des Films The Interview steckte.
Im Juli 2015 investierte Google in die Finanzierungsrunde des Unternehmens, worauf weitere Runden folgten, in denen bis Mai 2019 insgesamt 480 Millionen Dollar gesammelt wurden. Im Jahr 2017 erreichte das Unternehmen eine Bewertung von mehr als 1 Milliarde Dollar mit einem geschätzten Jahresumsatz von 100 Millionen Dollar. Im Juni 2018 gab das Unternehmen an, dass es einen Wert von mehr als 3 Milliarden Dollar erreicht hat. Im Juni 2019 führte das Unternehmen einen Börsengang (IPO) an der NASDAQ durch. Im August 2020 betrug die Marktkapitalisierung des Unternehmens über 30 Milliarden US-Dollar.
Im März 2021 übernahm Crowdstrike die dänische Log-Management-Plattform Humio für 400 Millionen Dollar.
Im Dezember 2021 verlegte Crowdstrike seinen Hauptsitz von Sunnyvale, Kalifornien, nach Austin, Texas.

### Weltweite IT-Ausfälle durch Softwareänderungen am 19. Juli 2024
Weltweit aufgetretene Computerausfälle am 19. Juli 2024, die sich mit einem Ausfall von geschätzten 8,5 Millionen betroffener Windows-Geräte bemerkbar machten, wurden durch eine fehlerhafte Änderung des hauseigenen Softwareprodukts Falcon Sensor verursacht. Auch sicherheitsrelevante Bereiche wie Notfalleinrichtungen, Krankenhäuser, Banken, Flughäfen, Fluglinien und Eisenbahnen waren betroffen. So musste beispielsweise am Flughafen Berlin Brandenburg der Flugverkehr zeitweise weitgehend eingestellt werden, nicht lebensnotwendige Operationen in den Krankenhäusern des Universitätsklinikums Schleswig-Holstein wurden verschoben. Ein Patch zur Behebung des Fehlers wurde von Crowdstrike noch am selben Tag ausgeliefert. Die Aktie des Unternehmens brach infolge des Zwischenfalls zeitweise um über 20 Prozent ein.

## Kennzahlen
(Geschäftsjahr jeweils zum 31. Januar)
| GJ   | Umsatz in Mio. US$ | Jahresüberschuss in Mio. US$ | Bilanzsumme in Mio. US$ | Mitarbeiter |
| ---- | ------------------ | ---------------------------- | ----------------------- | ----------- |
| 2018 | 119                | −141                         | …                       | …           |
| 2019 | 250                | −140                         | 433                     | 1.455       |
| 2020 | 481                | −142                         | 1.405                   | 2.309       |
| 2021 | 874                | −93                          | 2.733                   | 3.394       |
| 2022 | 1.452              | −235                         | 3.618                   | 4.965       |
| 2023 | 2.241              | −183                         | 5.027                   | 7.273       |
| 2024 | 3.056              | 91                           | 6.647                   | 7.925       |